# フェデリコ・バイストロッチ

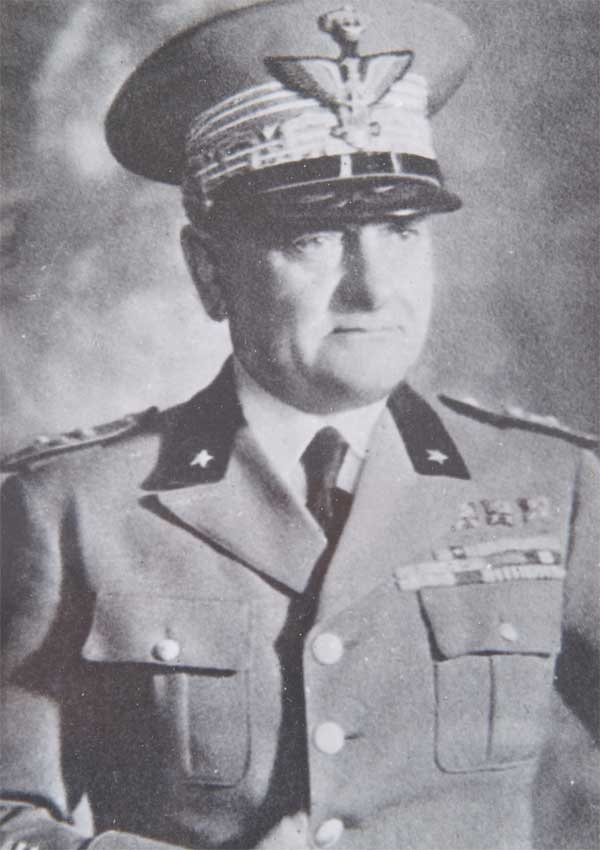
フェデリコ・バイストロッチ

フェデリコ・バイストロッチ（Federico Baistrocchi，1871年6月9日 - 1947年5月31日）は、イタリアの軍人。政治家。 1934年から1936年までイタリア陸軍14代目参謀総長を務め、ムッソリーニ内閣では陸軍次官を歴任した。
イタリア陸軍全体の近代化を進めた。
終戦後の1947年5月、収容所で病死。